# غوركا أوكسوا
غوركا أوكسوا (بالإسبانية: Gorka Otxoa)‏ هو ممثل إسباني، ولد في 13 يناير 1979 في إسبانيا.

## وصلات خارجية
- غوركا أوكسوا على موقع IMDb (الإنجليزية)
- غوركا أوكسوا على موقع ألو سيني (الفرنسية)
- غوركا أوكسوا على موقع أول موفي (الإنجليزية)
- غوركا أوكسوا على موقع قاعدة بيانات الفيلم (الإنجليزية)
- غوركا أوكسوا على موقع كينوبويسك (الروسية)